# Antología (grupo musical)
Antología es un grupo de música urbana-andina contemporánea del Perú, fundado en 1999 por Dilio Galindo Moreno y José Meza Muñoz.
El nombre Antología hace referencia a una múltiple colección obras musicales del cancionero popular andino. El huayno ayacuchano es la base musical fundamental de este grupo, para cuya ejecución han sido incorporados instrumentos musicales modernos como el bajo, el teclado y la batería, en contraste con instrumentos andinos tradicionales como la zampoña, la quena, el quenacho, el charango e instrumentos de origen occidental como la guitarra y el violín.
La música de Antología es parte del movimiento de música andina contemporánea en el Perú, expresada en la manifestación de formas musicales andinas adaptadas a las exigencias de la modernidad, la incorporación de ritmos e instrumentos de diversas influencias, principalmente latinoamericanas.

## Historia
El grupo Antología se fundó en 1999 en la ciudad de Lima por iniciativa de Dilio Galindo Moreno. 
En 1999, año aún en formación, Antología viajó a Japón, invitado a participar en el teatro Tessenkai, Kitahiroshima y el hotel Keio Plaza, en el que ejecutó todo el arte de esta nueva corriente urbanandina.
Al retornar al Perú en el año 2000, Antología grabó y presentó su primer trabajo musical titulado "Niña", de corte romántico andino. Gracias a esta primera producción «Niña», la agrupación recorrió todo el territorio peruano y algunos países extranjeros como: Bolivia, Ecuador y Argentina, con un nuevo estilo en el folklore peruano.
Antología pasó por diversas formaciones, pero siempre manteniéndose su fundador Dilio Galindo Moreno en todas ellas.
En 2023 la agrupación tuvo una aparición estelar en el concierto de Corazón Serrano con el tema «Aléjate».

## Antología sinfónico
En el 2008, en el Anfiteatro del Parque de la Exposición, Antología unió su música junto a la Orquesta Sinfónica Nacional del Perú con el fin de interpretar sus temas más conocidos con la armonía de una cámara sinfónica, este concierto se denominó Antología sinfónico, con el que obtuvo éxitos sin precedentes.

## Discografía
El grupo tiene la siguiente discografía.

### Niña(1999)
1. Niña (Miguel Mansilla V.)
2. Nostalgia (Paul Trejos)
3. Promesas de amor (Paul Trejos)
4. Palomita cuculí (Richard Colonia)
5. En otra piel (Paul Trejos)
6. Mi chiquitín (Picaflor de los Andes)
7. Cómo olvidarme de ti (Miguel Mengoa)
8. Corazón contento (D.R.)
9. Luz (Manuelcha Prado)
10. Noche (D.R.)

### Momentos vividos(2004)
1. No vuelvo a amar (Ramiro de la Zerda)
2. En vano fue (Even Navarro)
3. Es así (Hugo Gutierres y Rodolfo Choque)
4. Chuta chuta (D.R.)
5. Sonccollay (Hamilton Fernández)
6. Ananaw (Freddy Ortiz)
7. Nostalgia (Paul Trejos)
8. Momentos vividos
9. Palomita cuculí (Richard Colonia)

Antología Sinfónico (2009)
Vuelve a mí (2010)
1. Mentiras
2. Cabellos de Nieve
3. Vuelve a Mí
4. Fiesta de Mi Pueblo
5. Aléjate
6. Vivir sin Tí
7. Te Olvidaré
8. Hoy me Iré
9. Momento de Amar
10. Tu Indiferencia

13 años (2012)
Duele el Amor (2019)
Popurrí de los 80's (2019)
Nostalgias en el mar (2020)

## Premios y nominaciones
| Año  | Premiación     | Categoría              | Resultado | Ref.  |
| ---- | -------------- | ---------------------- | --------- | ----- |
| 2007 | Premios Apdayc | Mejor grupo folclórico | Ganador   | [ 8 ] |